# Skweee
Lo skweee è uno stile di musica elettronica che presenta linee di basso elementari, ritmi funk, soul o R&B. La maggior parte dei brani skweee è strumentale.

## Storia

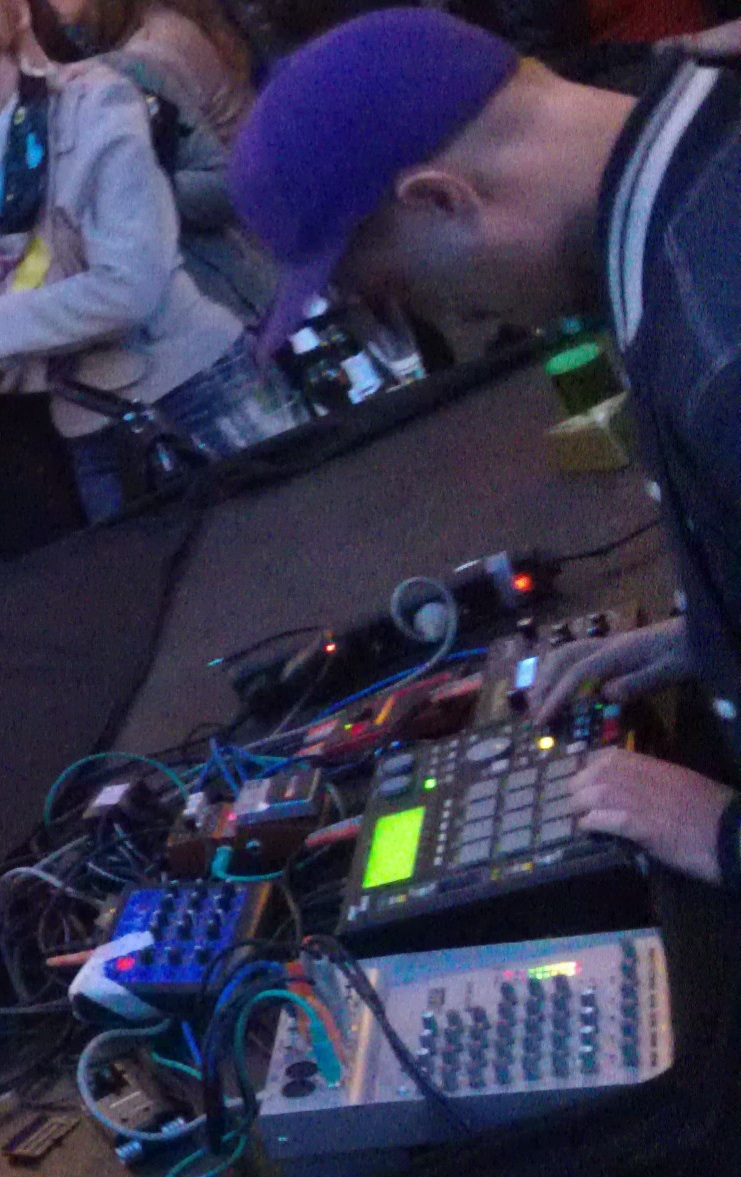
Daniel Savio durante una performance a Stoccolma (2012)

Lo skweee risulta inventato sul finire degli anni 2000 da alcuni produttori underground svedesi e finlandesi che utilizzavano apparecchiature analogiche per "spremere" da esse i suoni più "interessanti possibili" (il termine "skweee" proviene infatti dall'inglese squeeze out, ovvero "spremere"). Fra la fine del 2008 e l'inizio del 2009, lo skweee ispirò alcuni artisti dubstep come Rusko, Gemmy, Joker, Zomby e Rustie. Gli artisti skweee vengono scritturati da etichette discografiche poco conosciute come Flogsta Danshall, Harmönia Dødpop, Ancient Robot, Losonofono, Titched, Poisonous Gases, Lo Fi Funk, Mässy, e Mazout, mentre fra gli artisti si contano Daniel Savio, uno dei pionieri della stilistica, anche ricordato per aver coniato il nome del genere, Randy Barracuda, Limonius, Slow Hand Motëm, Baba Stiltz ed Eero Johannes, che pubblicano spesso la loro musica su vinili da sette o dodici pollici.